# Léonard de Noblat
Pour les articles homonymes, voir Léonard, saint Léonard de Noblat et Noblat.
Léonard de Noblat (appelé aussi Léonard de Limoges, Léonard le Noblet ou Léonard de Noblac) est un noble franc légendaire qui aurait vécu à la cour de Clovis. Sa vie n'est connue que par la tradition orale, relayée par une biographie très tardive.

## Hagiographie
Selon sa biographie (BHL 4862), rédigée au XIe siècle, Léonard est converti au christianisme par saint Remi, en 496, en même temps que Clovis. Léonard demande à Clovis de lui octroyer personnellement le droit de visiter et éventuellement de libérer les prisonniers qu'il jugerait dignes de l'être, et cela à tout moment.
C'est ainsi que Léonard libère un grand nombre de prisonniers et devient leur saint patron.
Ayant refusé l'épiscopat auquel voulait l'élever le roi des Francs, il entre à l'abbaye Saint-Mesmin de Micy près d'Orléans, que dirigeait saint Maximin ou Mesmin.
Toujours selon sa légende, il devient ensuite ermite dans les forêts du Limousin, où il est suivi par un grand nombre de disciples. Il prie pour que l'épouse du roi des Francs mette au monde un enfant mâle, ce qui advient. En récompense, il lui donne des terres à Nobiliacum (Noblat), où il fonde une abbaye. Un village s'établit à l'entour, qui est nommé en son honneur Saint-Léonard-de-Noblat.
Les prisonniers qui l'invoquaient du fond de leurs geôles voyaient leurs chaînes se briser. Ils le rejoignaient alors, apportant les fers rompus, et les lui offraient en hommage. Beaucoup restaient avec lui, travaillant dans les bois et les champs et retrouvant ainsi une vie honnête.

## Vénération et culte

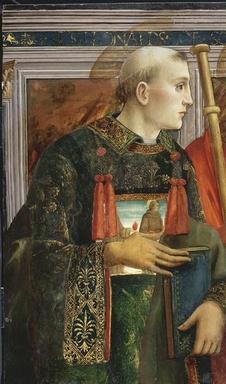
Saint Léonard par le maître de Santo Spirito.

Blason de Saint Léonard de Noblat.

Il n'existe aucune mention de ce personnage avant le XIe siècle. La première mention remonte à 1028, dans la Chronique d'Adémar de Chabannes et dans la correspondance de l'évêque de Chartres Fulbert. À partir de la Chronique, on peut déduire que c'est Jourdain de Laron, ancien prévôt de Saint-Léonard, évêque de Limoges de 1023 à 1051, qui a été l'inventeur du culte de saint Léonard et fait rédiger une Vie de saint Léonard. Sa renommée s'étendit à partir de la fin du XIe siècle avec la venue de pèlerins célèbres : Gaucher d'Aureil, originaire du Vexin, vers 1080, fondateur d'un chapitre canonial à proximité de Saint-Léonard, les vénitiens Marc et Sébastien fondateurs de l'ordre de l'Artige vers 1105, Walram von Naumburg (de), évêque de Naumbourg de 1091 à 1111, en Saxe, qui a diffusé le culte de saint Léonard dans les pays germaniques. Mais c'est à partir du récit de la libération miraculeuse de Bohémond de Tarente, en 1103, qu'il attribue à saint Léonard que la notoriété du saint va être établie. À son retour, Bohémond vint visiter l'abbaye de Noblat, à laquelle il fit d'importantes offrandes.
Richard Cœur de Lion, en 1193, visite le tombeau de Saint-Léonard et fait relever les murailles de Noblac et son église.
Il entreprend ensuite de reconquérir ses territoires d’Aquitaine auxquels était incorporé le Limousin et meurt au cours d’une expédition en assiégeant le Château de Châlus-Chabrol d'un carreau d'arbalète par Pierre Basile.
Le roi Charles VII (roi de France), se rendit à Noblat le 10 mars 1438 et vénéra le tombeau du saint. Il se mit sous sa protection et lui demanda de pouvoir «remettre son royaume en paix et être délivré de la guerre contre les Anglais».

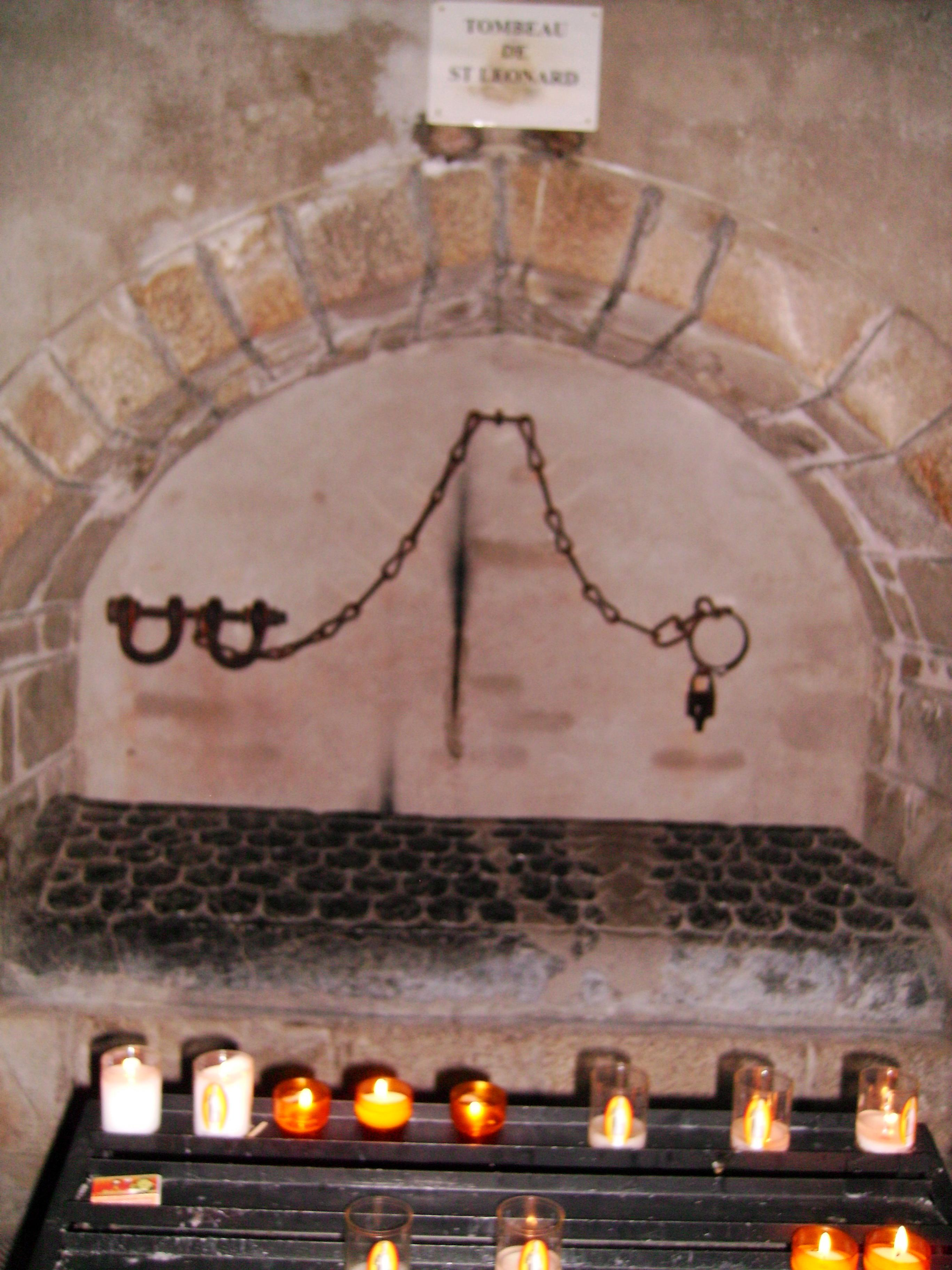
Le tombeau de saint Léonard.

Dans le même temps, l'abbaye de Noblat devint une étape importante sur la route du pèlerinage de Saint-Jacques-de-Compostelle et le culte de saint Léonard de Noblat se répandit dans tout l'ouest de l'Europe, en Angleterre, en Espagne, en Suisse, en Italie et jusqu'en Pologne. Les fidèles demandaient son intercession pour la libération des prisonniers, la délivrance des femmes en couches et les maladies du bétail.
Les armoiries de la ville de Saint-Léonard-de-Noblat, dans le Limousin, portent les fers des prisonniers libérés par les prières de saint Léonard.
C'est par sa vénération des reliques de Léonard qu'Anne d'Autriche serait tombée enceinte et aurait par la suite donné naissance au futur Louis XIV,.

## Interprétation
Selon l'historien français Patrice Lajoye, les premiers saints portant le nom de Léonard et représentés portant des chaînes ne font que poursuivre, sous une forme christianisée, le culte voué à la divinité celtique Lug.

## Sources
- (en)  Cet article contient des extraits traduits d'un article de la Catholic Encyclopedia dont le contenu se trouve dans le domaine public.

- (en) Cet article est partiellement ou en totalité issu de l’article de Wikipédia en anglais intitulé « Leonard of Noblac » (voir la liste des auteurs).
- Rosa Giorgi, Le petit livre des saints. Paris, Larousse, 2006, p. 652 -  (ISBN 2-03-582665-9)
- Louis Guibert, La Commune de Saint-Léonard-de-Noblat au XIIIe siècle, Limoges, Vve Ducourtieux, 1890 ; reproduction en fac-similé, Nîmes, Lacour-Ollé, 2010

## Représentations de saint Léonard de Noblat

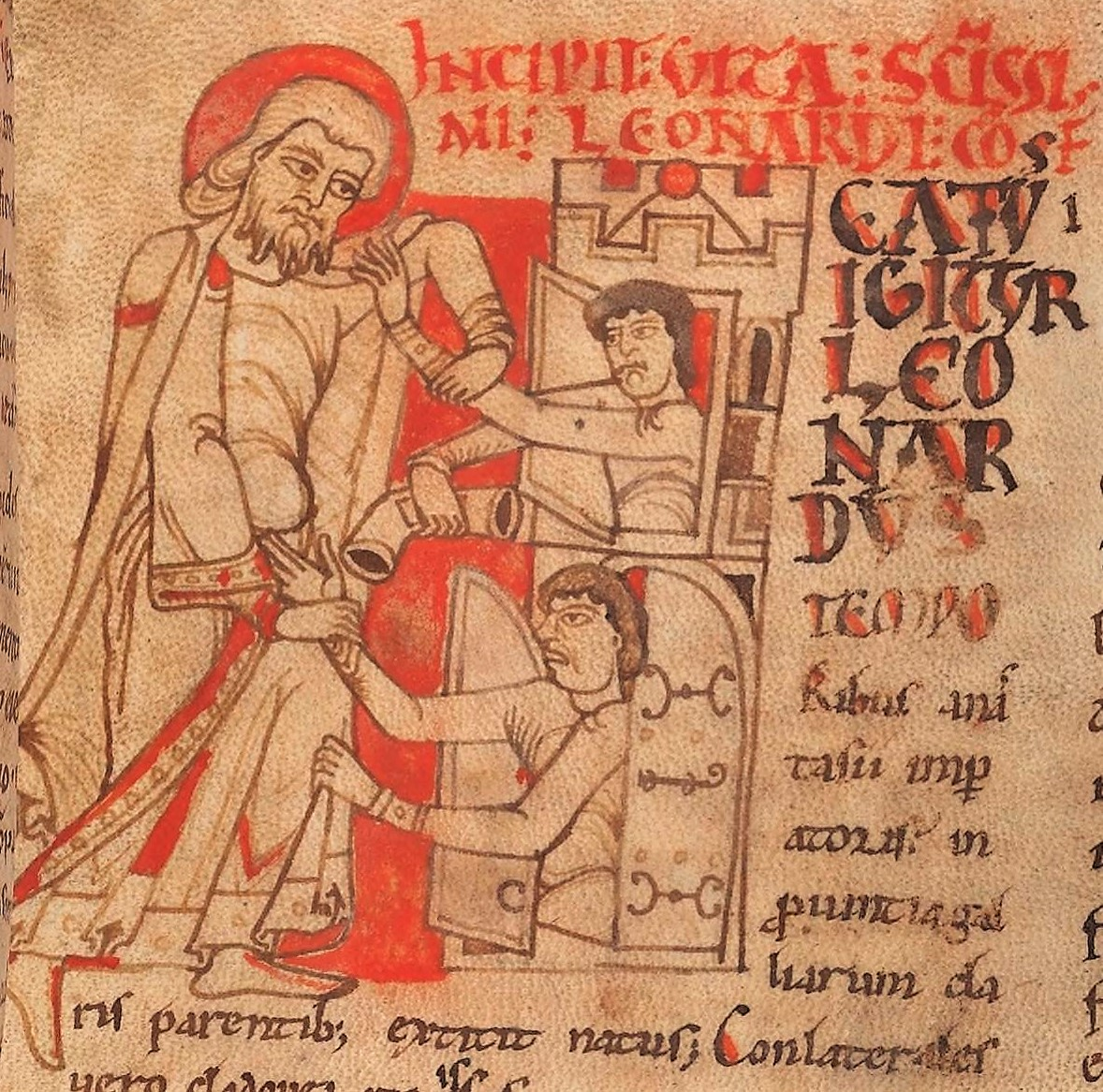
Saint Léonard délivre deux prisonniers Vita et miracula sancti Leonardi, Confessoris (XIIIe siècle) BnF Ms. Latin 5134
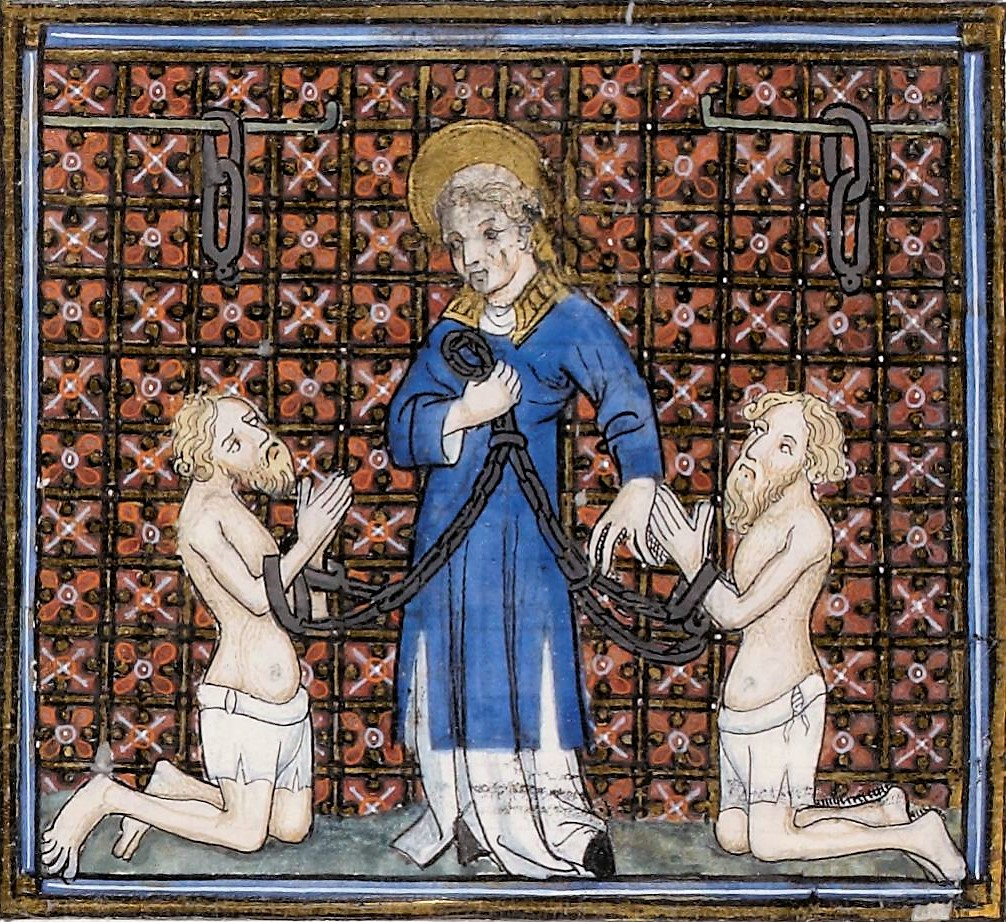
Saint Léonard entre deux prisonniers Vincent de Beauvais, Speculum historiale (vers 1370-1380) BnF Ms. NAF 15944
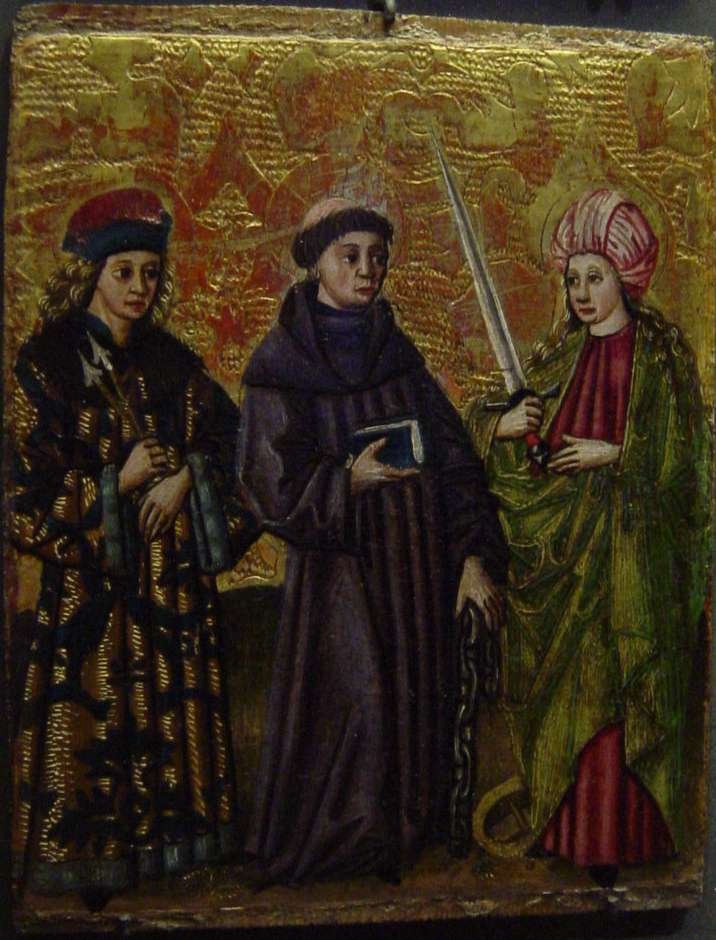
Saint Sébastien, sainte Catherine et saint Léonard (XVe siècle)
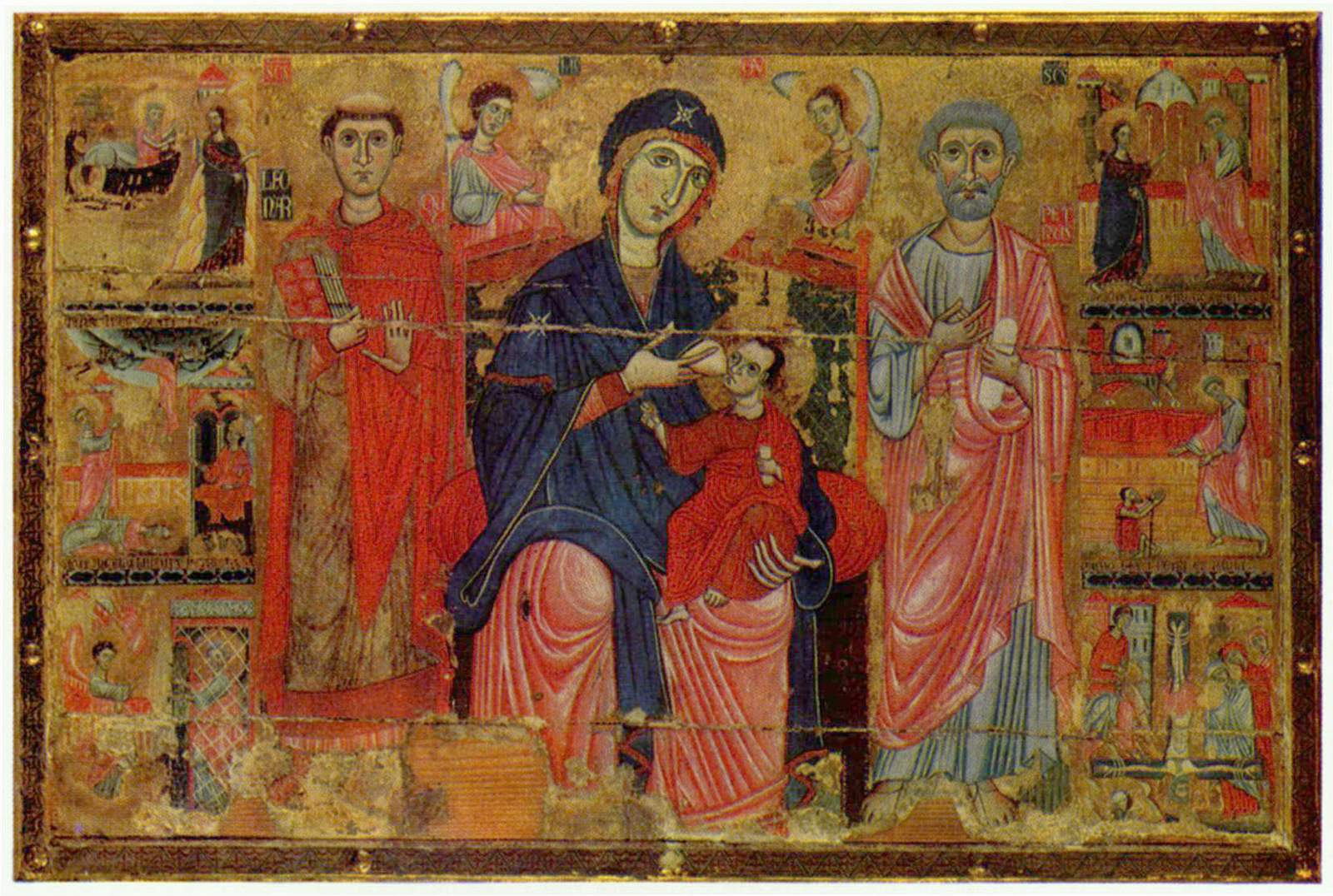
Saint Pierre et saint Léonard (Linhart)
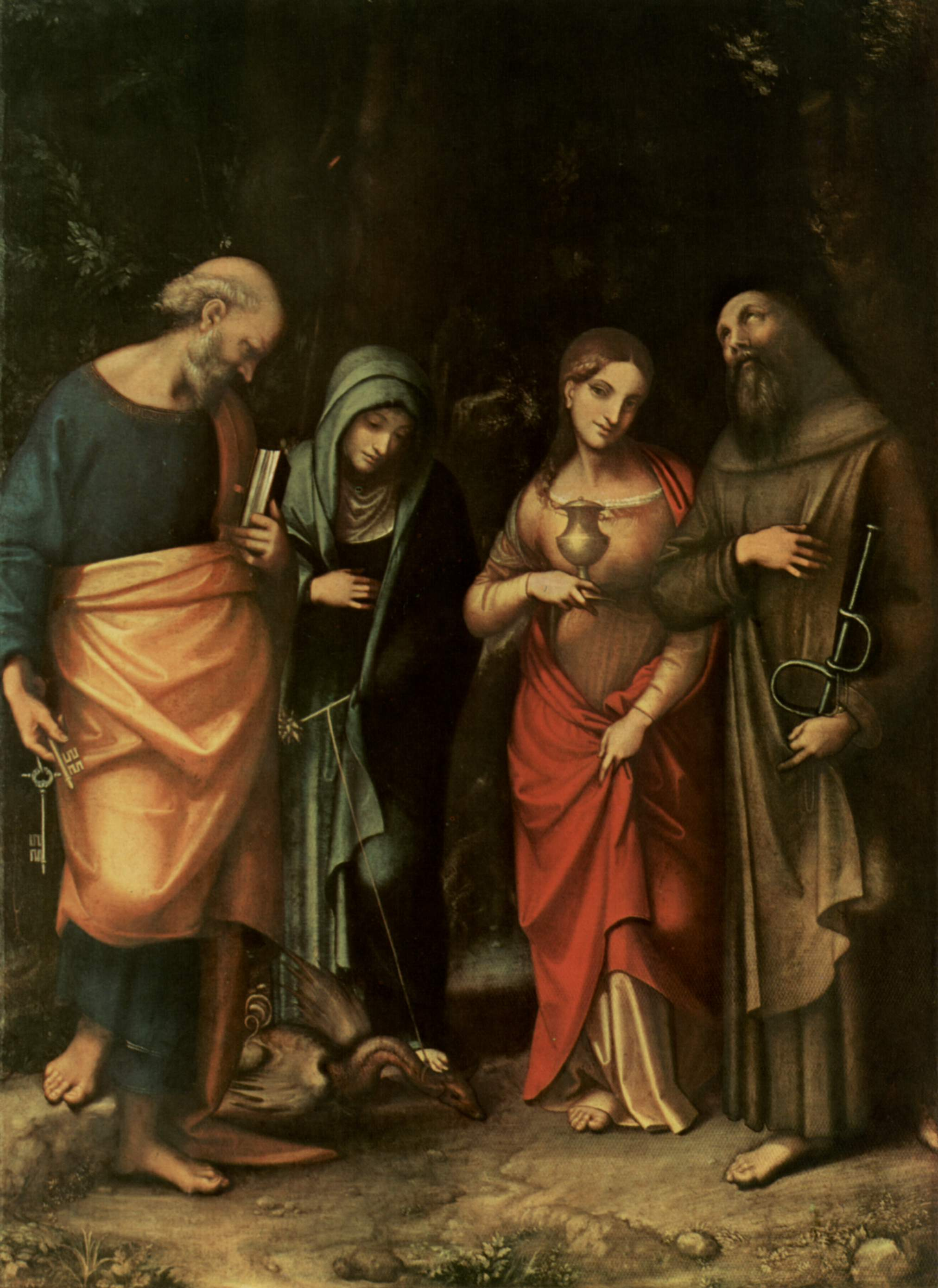
Saint Léonard avec Marie Madeleine, sainte Marthe et saint Pierre (Le Corrège)